# Arsénio Cabungula
Arsénio Cabungula (14 de marzo de 1979), más conocido como Love, es un futbolista angoleño que juega como delantero en el Atlético Sport Aviação, equipo con el que ha ganado tres Ligas angoleñas.

## Selección nacional
Ha sido internacional con la selección de fútbol de Angola, con la que jugó, entre otras competiciones, la Copa Mundial de Fútbol de 2006.

### Participaciones con la selección
| Torneo                                  | Sede                    | Resultado        |
| --------------------------------------- | ----------------------- | ---------------- |
| Copa Africana de Naciones de 2006       | Egipto                  | Primera ronda    |
| Copa Mundial de Fútbol de 2006          | Alemania                | Primera fase     |
| Copa Africana de Naciones de 2008       | Ghana                   | Cuartos de final |
| Copa Africana de Naciones de 2010       | Angola                  | Cuartos de final |
| Campeonato Africano de Naciones de 2011 | Sudán                   | Subcampeón       |
| Copa Africana de Naciones de 2012       | Gabón/Guinea Ecuatorial | Primera ronda    |

## Clubes
- Atlético Sport Aviação (Angola) 2000 -

## Títulos
- 3 Ligas angoleñas (Atlético Sport Aviação, 2002, 2003 y 2004)

- Datos: Q704669
- Multimedia: Love (footballer) / Q704669